# Новогвинейская поющая собака
Новогвинейская поющая собака — дикая собака, обитающая в лесах Новой Гвинеи. Согласно рекомендации, данной на семинаре IUCN/SSC Canid Specialist Group 2019 года, новогвинейскую поющую собаку следует рассматривать как одичавшую собаку вида Canis familiaris. Ранее иногда рассматривалась как самостоятельный вид или подвид (Canis hallstromi, или Canis lupus hallstromi, иногда Canis familiaris hallstromi), либо объединялась вместе с динго в подвид Canis lupus dingo. 

## История
Новогвинейская поющая собака появилась на острове Новая Гвинея 6000 лет назад. Вероятно, древние люди использовали её для охоты, хотя приручённой до конца её считать не следует. В этом смысле нельзя с уверенностью называть поющую собаку «повторно одичавшей», в отличие от динго. Несмотря на своё древнее происхождение, поющая собака открыта лишь в XX веке, в связи с чем крайне плохо изучена. Например, практически отсутствуют данные о её рационе.
Также не существует единой версии о происхождении поющих собак. Возможно, это мигрировавшие из Австралии динго (считается, что примерно 6000 лет назад между Австралией и Новой Гвинеей существовала суша, возможно, напротив, динго — мигрировавшие поющие собаки.
Сегодня множество новогвинейских поющих собак живут в зоопарках мира, отличаясь своей дружелюбностью по отношению к человеку.
Новогвинейские поющие собаки считались вымершими в дикой природе, однако команда исследователей обнаружила, что предковая популяция этих хищников все еще живет в горах на западе Новой Гвинеи. Открытие поможет увеличить генетическое разнообразие поющих собак из зоопарков, которые страдают от последствий близкородственного скрещивания. Результаты исследования опубликованы в статье для журнала Proceedings of the National Academy of Sciences.
Новогвинейские поющие собаки — самые крупные хищники современной Новой Гвинеи. Внешне они напоминают уменьшенную версию австралийских динго, однако отличаются от них морфологией и поведением, в первую очередь — необычным голосом. Звуки, которые издают поющие собаки, описывают как смесь волчьего воя с пением китов.
Предки поющих собак прибыли на Новую Гвинею вместе с людьми несколько тысяч лет назад. Здесь они одичали и превратились в самых крупных хищников высокогорных районов острова. К сожалению, в наши дни поющие собаки стали очень редкими из-за разрушения среды обитания, а также конкуренции и гибридизации с домашними собаками. В неволе содержится 200-300 особей, а о судьбе дикой популяции почти ничего неизвестно. Некоторые специалисты даже полагают, что поющие собаки полностью вымерли в природе. 
Между тем, на Новой Гвинее существует еще одна популяция диких собак, так называемые горные собаки. Они практически не изучены — в частности, неизвестны их родственные связи с поющими собаками. Лишь в 2016 году ученым удалось обнаружить стаю из пятнадцати горных собак на западе Новой Гвинее, а в 2018 году собрать образцы крови трех особей.
Команда специалистов во главе с Элейн Острандер (Elaine A. Ostrander) из Национального центра исследований человеческого генома выделила из этих образцов ядерную ДНК. Ее сравнили с геномами 16 поющих собак из зоопарков, 25 диких динго, 1346 собак, принадлежащих к 161 породе, а также девяти представителей других видов из семейства псовых. 
Оказалось, что горные собаки относятся к той же эволюционной ветви, что и динго с новогвинейскими поющими собаками. Общими у них оказалось около 72 процентов генома. Для сравнения, собаки из новогвинейских деревень разделяют 87 процентов генома с современными породами. Иными словами, горные собаки — потомки первых собак, прибывших на Новую Гвинею. Специалисты надеются, что будущие экспедиции помогут установить размер и ареал их популяции.
Исследование также позволило установить происхождение поющих собак, обитающих в неволе. Судя по всему, эти животные являются потомками небольшого числа особей горных собак, которые из-за близкородственного скрещивания утратили значительную часть генетического разнообразия. Примесей динго или современных пород в их геноме обнаружено не было. 
По мнению авторов, горных собак можно использовать, чтобы генетически обогатить популяцию поющих собак в неволе. Вклада всего нескольких особей будет достаточно, чтобы оказать на нее благотворный эффект и снизить эффект инбридинга.
ДНК новогвинейских поющих собак похожа на ДНК древних собак, найденных в районе озера Байкал (Baikal dogs), в Северной Америке, на острове Жохова и на мезолитической стоянке Веретьё (Каргопольский район Архангельской области).

## Внешний вид
Внешне новогвинейская поющая собака напоминает динго и домашних собак, хотя она почти на треть меньше первых. Рост самца составляет в среднем 40 см в холке, вес 11—14 кг. Самки на 5 см ниже и на 2 кг легче (данные приведены для особей, содержащихся в неволе). Они уступают домашним собакам в скорости бега и выносливости, однако превосходят в ловкости и гибкости.
Известные особи новогвинейской поющей собаки имеют коричневый окрас, причём масть может отличаться оттенком.

## Пение
Поющими собаки названы за свою необычную манеру выть, напоминающую пение птиц или звуки, издаваемые китами. Таким голосом не обладает ни одна порода собак. Однако поющие собаки, также как и другие, могут издавать визг, вой и лай.